# Йесеник
Йесеник (на чешки: Jeseník; на немски: Freiwaldau) е град и община в Чехия, Оломоуцки край. Административен център на окръг Йесеник. Според Чешката статистическа служба през 2016 г. общината има 11 471 жители. До 1947 г. името на града е Фривалдов (на чешки: Frývaldov).
Йесеник е курортен град в северната част на Оломоуцкия край. В града има 1393 домакинства, кадастралната му територия е 3822 ха (38,22 km). Той е най-голямото селище в чешката част на историческите земи на Ниското княжество.

## История
Първото споменаване на Йесеник е през 1267 г. – по времето на усвояването на тези земи. Оттогава има съхранени записи за опити за добив на скъпоценни метали. В латински източници, градът се споменава като Фривалд (Vriwald), а в немски от същия период – и като Фрайвалдау (Freiwaldau).
По време на развитието на града и края, тук е открит курорт и първото в света водолечебно заведение, което е основано от Винценц Присниц. В негова чест курортът е наричан и Присницовски a основният курортен павилион – санаториум „Присниц“, който заедно със санаториума (павилиона) „Рипер“ носи името на знаменити личности, оказали влияние върху развитието на курорта. Детският павилион „Каролина“ е наречен в чест на дъщерята на Присниц, която той не успява да излекува и тя умира на тригодишна възраст. Други по-важни павилиони са „Безруч“ и „Маричка“. Емблема на курортите е лъв, който е изобразен на повечето местни сувенири. През 1845 г. тук се лекува Николай Гогол.
През 1938 г. Йесеник (под немското име Фривалдау) влиза в състава на райхсгау Судетенланд на Третия райх. В града са разположени щаба и отделни подразделения на 8-а немска пехотна дивизия.

## Забележителности
- Колонада
- Родната къща на Винценц Присниц – сега музей.
- Слънчева поляна (или още Южния склон) – склон, на който се намират няколко формации от големи и малки камъни, като в една от тях има извор. Най-известната от тях е наречена „Слънчевата врата“.
- Извори – в горите над Слънчевата поляна има път, покрай който има паметници и лечебни извори.

## Части на града
- Йесеник
- Буковице
- Детршихов

## Личности
- Карл фон Дитерсдорф (1739 – 1799), австрийски бароков композитор и музикант
- Винценц Присниц (1799 – 1851), създател на курорта в града и водолечението като дейност
- Енгелбарт Капс (1888 – 1975), силезийски скулптор, работил в Йесеник

## Побратимени градове
- Бойнице, Словакия
- Глухолази, Полша
- Нойбург ан дер Донау, Германия
- Мори, Австралия
- Ниса, Полша